# Mandela and de Klerk
Mandela and de Klerk es una película dirigida por Joseph Sargent. La película documenta las negociaciones entre F.W. de Klerk y Nelson Mandela para acabar con el apartheid sudafricano y fue nominada a numerosos premios en 1997 y 1998. Se estrenó originalmente en Showtime el 16 de febrero de 1997.

## Comentarios
Basado en la obra de Richard Wesley.